# 喬學詩
喬學詩（1558年—1630年），字言卿，号皓珪，山東東阿縣民籍，江西南昌縣人，明朝政治人物。

## 生平
原籍山西洪洞县，祖父乔忠、父亲乔旺殁葬于兖州府东阿县，遂为东阿人。少孤，苦读力学，补弟子员，每次考试必登高等。万历元年（1577年）登丁丑科山東鄉試第七十名舉人。萬曆五年（1577年）成丁丑科進士。司理永平府，执法不避权贵，平反冤案，安抚百姓，治绩为京畿最优。擢升工部屯田司主事，后迁工部营缮司，缮修九门一新。升俸一级，出任庐州府知府，守庐一年，备荒良至，庐人德之。三年任满，升副川东臬。二十六年戊戌参藩陇右，二十九年辛丑掌晋臬。不久病归。三十二年甲辰，治鹾於河东。不久升山西右布政使，又升广东左布政使。到任后，檄拒太监高寀入广东督税。不久，中暑湿，不良于行，遂借故北归。历任治绩炳炳，画如春犁，其最钜者如大内灾，将作鸠工，采木之使四集于蜀，鸡犬不惊。晋苦旱，民将逃亡四方，学诗放赈安民。秦中流贼掠河东，毅然请兵芟除之。归后，采集茅草作西圃，种花植竹，不问门外事。卒年73岁。葬于亭山西陲之先茔。

## 家族
曾祖饒俭哲。祖饒振福。父饒停雲。母吴氏。具慶下。
子喬宗啓，万历三十二年进士，官华州知州。